# Плотность застройки
Плотность застройки территории — один из важных параметров в градостроительстве (в генеральных планах, правилах землепользования и застройки, проектах застройки земельных участков и др.), который показывает степень интенсивности эксплуатации земли. При планировании городской застройки, параметр используется для оценки экономики городского участка, нагрузки на инженерную и транспортную инфраструктуру, обеспеченность социальной инфраструктурой. Ограничение по плотности застройки территории обеспечивает наличие свободных участков в застраиваемом пространстве.

## Определение
Есть два основных показателя плотности застройки: коэффициент (или процент) застройки и коэффициент плотности застройки.
Коэффициент застройки (англ building coverage ratio) — отношение площади, на которой стоят здания и сооружения, к общей площади всего участка.
Коэффициент плотности застройки (англ floor area ratio) — отношение суммарной поэтажной площади всех зданий к площади всего участка. Суммарная поэтажная площадь — общая площадь всех находящихся выше уровня земли этажей всех зданий, в том числе все помещения этажа для различных нужд (лоджии, лестничные клетки, лифтовые шахты и пр.). При этом находящиеся ниже поверхности земли этажи в расчет коэффициента не включаются. Также в коэффициенте не учитываются отдельные подземные сооружения, над которыми расположены объекты озеленения, организованы площадки, автостоянки и проведены другие мероприятия по благоустройству. Параметр измеряется в тыс. м²/га. В границах отдельных земельных участков этот показатель часто носит название «коэффициент использования территории».
Коэффициент плотности застройки ограничивается в городах по всему миру с целью уменьшения плотности населения в городской черте. Отмена этого ограничения ведет к ухудшению качества городской среды и увеличению пробок на дорогах.